# Wickhambrook
Wickhambrook is een civil parish in het bestuurlijke gebied St. Edmundsbury, in het Engelse graafschap Suffolk met 1.170 inwoners.